# To Those Left Behind
To Those Left Behind es el quinto álbum de estudio de la banda de metalcore Blessthefall . El primer sencillo, "Up in Flames" fue lanzado el 9 de julio de 2015, mientras que la banda estaba en Vans Warped Tour 2015. El tercer álbum de la banda en que presenta la misma formación, el álbum fue lanzado el 18 de septiembre de 2015.

## Antecedentes
La banda anunció en abril que habían ingresado al estudio para trabajar con Joey Sturgis en su quinto álbum. En junio, mientras estaban en el Warped Tour 2015, dieron su fecha de lanzamiento el 18 de septiembre a través de Fearless Records. El vocalista Beau Bokan dijo: "Como banda, estamos constantemente tratando de superarnos y dar un paso adelante con cada disco. Con este nuevo álbum hemos dado un gran salto gigante y estamos en nuestro mejor momento como músicos. y escritores de canciones. Estamos ansiosos por ver a dónde nos llevará este álbum "." Se anunció que si compras el álbum desde el sitio de Merchnow recibirás una pista adicional de "Condition // Comatose (versión acústica)" junto con el álbum.

## Crítica
El álbum ha sido recibido con críticas positivas. Los críticos elogiaron los aspectos técnicos del álbum, pero notaron que el álbum era predecible y nada nuevo. En una reseña para Alternative Press, Tyler Davidson escribe: "... blessthefall sabe exactamente cómo duplicar cada uno de esos elementos, cristalizando la dicótoma de una manera que sirva al mismo tiempo al mismo tiempo, sintiéndose lo suficientemente nueva como para dejar una impresión duradera". En una revisión más mixta, Taylor Weston para HM Magazine escribió: "Felicitaciones a ellos por asegurarse de que este último lanzamiento no entre en la rutina del metalcore. No es un lanzamiento que cambia la vida, pero es una progresión constante, mejorando su trabajo que nos tiene alrededor de más de una década después de que comenzaron "." Outburn , Nathaniel Lay declaró, "Este es un excelente ejemplo de metalcore".
El álbum se incluyó en el número 39 en Rock Sound ' top 50 lanzamientos de 2015 la listas.

## Lista de canciones
| N.º | Título                              | Duración |  |
| 1.  | «Decayer»                           | 4:07     |  |
| 2.  | «Walk on Water»                     | 3:54     |  |
| 3.  | «Dead Air»                          | 3:48     |  |
| 4.  | «Up in Flames»                      | 3:31     |  |
| 5.  | «Against the Waves»                 | 3:39     |  |
| 6.  | «Looking Down from the Edge»        | 3:59     |  |
| 7.  | «Keep What We Love & Burn the Rest» | 2:51     |  |
| 8.  | «Condition//Comatose»               | 3:45     |  |
| 9.  | «Oathbreaker»                       | 3:36     |  |
| 10. | «To Those Left Behind»              | 4:18     |  |
| 11. | «Departures»                        | 4:30     |  |

| Merchnow bonus track |                                          |          |  |
| N.º                  | Título                                   | Duración |  |
| 12.                  | «Condition//Comatose» (acoustic version) | 3:44     |  |

## Personal
Blessthefall
- Beau Bokan - voz, Teclados, Screaming
- Eric Lambert - guitarra principal, coros
- Elliott Gruenberg - guitarra rítmica, Screaming en la pista 2
- Jared Warth - bajo, guturales, coros
- Matt Traynor - batería, percusión

Producción
- Joey Sturgis - productor, ingeniero, masterización, edición vocal, ingeniero vocal
- Nick Matzkows - edición, ingeniero, edición vocal, ingeniero vocal, voz de fondo
- Erik Ron - edición vocal, ingeniero vocal, productor vocal
- Joel Wanasek - asistente de mezcla
- Josh Parpowicz - asistente
- Anthony Reeder - ingeniero
- Florian Mihr - dirección de arte, diseño
- Karl Pfeiffer - fotografía

Músicos adicionales
Voces adicionales
- Josh Buckner
- Matt Chambers
- Chris Koo
- Alex Kuzmanovic
- Kristin Leanne
- Michael Martenson
- Jacob Matzkows
- Randy McClaughry
- Mark Peromm

## Gráficos
| Year | Peak chart positions | Peak chart positions | Peak chart positions | Peak chart positions | Peak chart positions | Peak chart positions | Peak chart positions |
| Year | US                   | US Alt               | US Hard Rock         | US Indie             | US Rock              | AUS                  |                      |
| ---- | -------------------- | -------------------- | -------------------- | -------------------- | -------------------- | -------------------- | -------------------- |
| 2015 | 23                   | 5                    | 3                    | 5                    | 8                    | 98                   |                      |